# Милош Белеслин
Милош Белеслин (Серег, 8. септембар 1901—Нови Сад, 7. март 1984) био је југословенски и српски фудбалер.

## Каријера
Каријеру је започео у Сегеду, за који је играо од 1917. до 1919. године. Прву утакмицу одиграо је 5. маја 1917. године. Након што се са породицом преселио у Нови Сад, играо је за НАК Нови Сад од 1919. до 1928. године. У Суботици је играо за САНД од 1928. до 1930. године, а каријеру завршио у ЖАК-у Суботица, 1933. године.
За репрезентацију Југославије одиграо је девет утакмица и постигао један гол, 1928. године против репрезентације Чехословачке у Прагу. Дебитовао је 25. марта 1928. године против репрезентације Мађарске у Будимпешти, када је играо левог бека у тандему са Милутином Ивковићем. Од репрезентације Југославије опростио се 4. маја 1930. године на мечу против селекције Румуније, поново у пару са Милутинцем.
Био је позван да игра на Светском првенству 1930. године у Уругвају, али није добио дозволу са радног места за одлазак у Монтевидео.